# 一誠堂
有限会社一誠堂（いっせいどう）は、愛知県半田市に本店等を置く、インテリアを主に扱う企業。一般的にDO LIVING ISSEIDO（ドゥーリビングイッセイドウ）と呼ばれることが多く、同社が提供のコーナーでも、「DO LIVING ISSEIDO」と読まれている。
ただ2024年に廃業しました。

## 概要
- 代表者：杉浦一幸（インテリアコーディネーター）
- 社員数：20人
- 本店：愛知県半田市北二ッ坂町1-10-10
- 星が丘店：名古屋市千種区星が丘元町14-25 星が丘テラスWEST ２F
- 家具工場：愛知県武豊町北小松谷
- 襖工場：愛知県半田市星崎町
- 2024年5月廃業

## 主な商品
- 一枚板のテーブルなど製造販売
- オリジナル家具（オーダー家具のデザイン・製作）
- 輸入家具・輸入雑貨販売等
- 住宅建築、店舗設計、内装工事、リフォーム工事全般（一級建築士事務所）
- 大手マンションメーカーでのインテリアコーディネート

## ラジオ番組
東海ラジオの平日のワイド番組はーさん! ねねの! すんどめ!
内「おしゃれインテリアトーク」（毎週水曜日午後3時30分頃から、インテリアに関するコーナーの提供スポンサー及び代表者の杉浦一幸が登場し、リスナーからの質問に答える。）